# Malatesta (film)
Malatesta  è un film del 1970 diretto da Peter Lilienthal.
Il film racconta alcuni aspetti biografici della vita di Errico Malatesta.

## Riconoscimenti
- 1970 - Lola al miglior film